# Heulebeekdomein
Het Heulebeekdomein is een natuurdomein van 2 hectare, gelegen in de West-Vlaamse gemeente Kuurne, tegen de grens met Kortrijk. Zoals de naam aangeeft, stroom de Heulebeek doorheen het gebied.
Het Heulebeekdomein is eigendom van de gemeente Kuurne. Het kent drie toegangen en één langwerpig 700 m lang wandelpad dat zich gedeeltelijk langs de oevers van de Heulebeek slingert.

## Geschiedenis
De Heulebeek wordt reeds afgebeeld op de Ferrariskaarten uit de tweede helft van de 18e eeuw. Op dat moment werd de beekvallei nog omgeven door hooi- en weilanden. Lagergelegen gebieden van het gebied rond de Heulebeek werden periodiek overstroomd. De daarmee gepaard gaande aanvoer van vruchtbaar slib zorgde voor een rijke groei van flora.
Op 17 maart 1972 werd door de gemeente overgegaan tot de aankoop van de weilanden rondom de Heulebeek, met de intentie er een natuurdomein van te maken. Tijdens de jaren '70 van de 20e eeuw werden gestart met de aanplanting van bomen. Vanaf dan bleef het domein enkele jaren onaangeroerd, zodat de natuur zijn gang kon gaan. Het wandelpad werd aangelegd in 1982, waardoor het domein werd ontsloten voor bezoekers. In 1984 vonden de eerste grote structurele beheerswerken plaats, waaronder het maaien van gras, het afdammen van greppels, het verplanten van bomen en het aanbrengen van informatieborden.
In 2007 werd op de zuidelijke oever een weiland aangekocht dat als hooiland wordt beheerd en waarop langs de zuidelijke en westelijke grens een houtkant werd aangeplant.

## Flora en fauna
Het Heulebeekdomein behoorde als plantengemeenschap in vroegere tijden tot het verbond van els en gewone vogelkers, meer bepaald de associatie essen-iepenbos. In de struiklaag groeit de aalbes en de gewone vlier. Typische flora die aangetroffen wordt in de kruidlaag omvatten de brandnetel, diverse varens, de berenklauw, het fluitenkruid en het gewoon speenkruid. In de open ruimtes in het domein (zeggeveld) worden nog ecologische indicatoren van vroegere hooilanden aangetroffen, zoals de gewone dotterbloem, de look-zonder-look, de koekoeksbloem, de pinksterbloem en de echte valeriaan. In het Heulebeekdomein groeien ook een aantal door de mens geïntroduceerde exoten, waaronder de Japanse duizendknoop, de schijnaardbei, de sneeuwbes, de Italiaanse aronskelk en de gele dovenetel.
Het domein omvat - naast de Heulebeek zelf - een aantal poelen, waarin een aantal amfibieën zijn gehuisvest, zoals de poelkikker, de middelste groene kikker, de meerkikker, de bruine kikker, de gewone pad, de kleine watersalamander en de alpenwatersalamander. Talrijke insecten- en weekdiersoorten, zoals de echte libel, de waterjuffer, de schaatsenrijder, de waterschorpioen, de staafwants, de gestippelde duikerwants, de zoetwaterpissebed, de poelslak en de posthoornslak, vinden er eveneens hun plek.

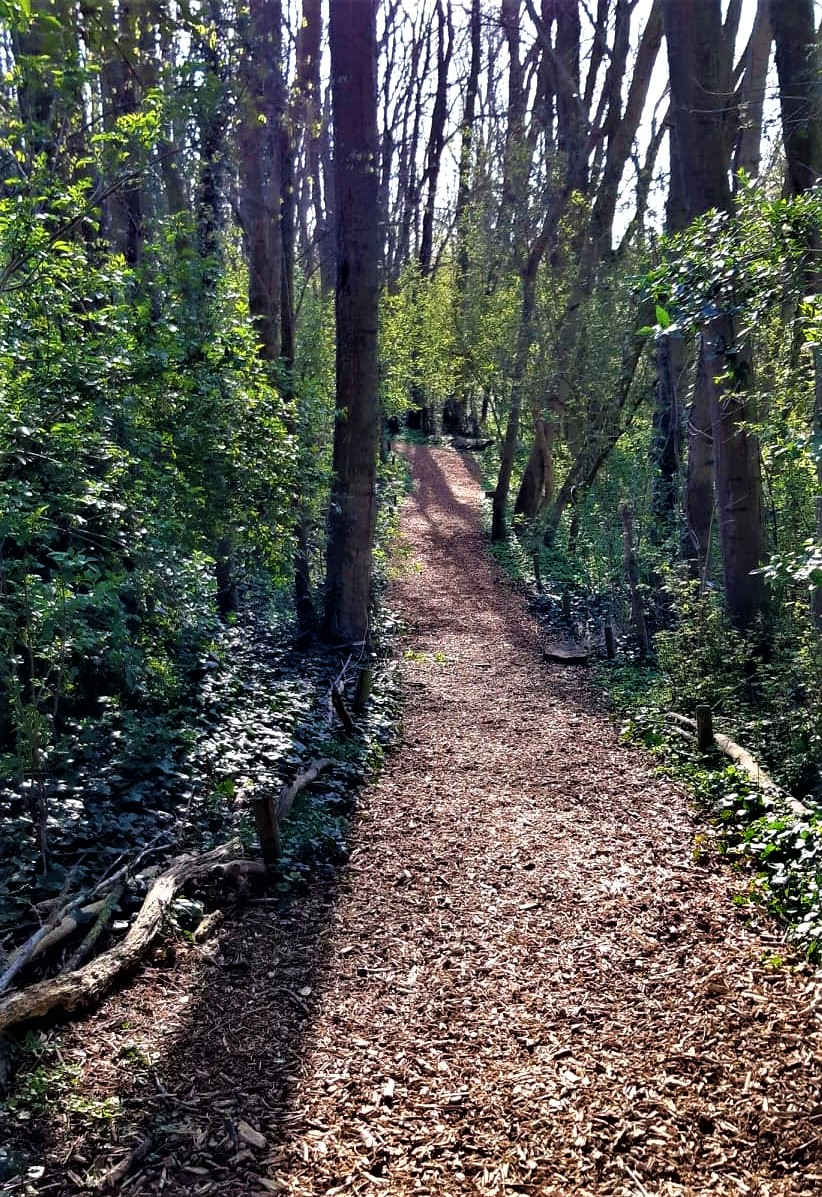
Het wandelpad in het Heulebeekdomein.